# Yánnis Anastasíou
Yánnis Anastasíou (en grec : Γιάννης Αναστασίου) ou Ioánnis Anastasíou (en grec : Ιωάννης Αναστασίου), est un footballeur grec né le 5 mars 1973 à Arta. 
En juin 2008, il prend sa retraite, et devient membre de l'encadrement technique du Panathinaïkos, puis entraineur principal en 2013.
Le 30 juillet 2014, en prélude au match du 3e tour qualificatif de la Ligue des Champions face au Standard de Liège, il déclare : "Anderlecht sait comment gagner des titres, le Standard non". Le Standard éliminera le Panathinaïkos 6 jours plus tard .
Le 18 juin 2016, il signe un contrat d'un an comme entraîneur du Roda JC.  
Son équipe finit avant-dernière du championnat, ce qui ne permet pas au Grec d'aller au bout de la saison pour maintenir le club en division 1.
Le 24 avril 2017, il signe pour trois saisons au KV Courtrai, en Jupiler Pro League, mais n'entre en fonction que le 1er juillet.
Il est remercié le 8 novembre de la même année en raison de ses mauvais résultats.

## Palmarès entraineur
- Coupe de Grèce : 2014